# Gerardo Torrado Díez De Bonilla
Gerardo Torrado (Ciutat de Mèxic, 30 d'abril de 1979) és un exfutbolista mexicà, que ocupava la posició de defensa.
Després de despuntar a l'UNAM Pumas, l'any 2000 dona el salt a la competició espanyol, on juga cinc anys en diferents equips, tant a Primera com a Segona Divisió. El 2005 retorna al seu país per convertir-se en un dels jugadors més importants del Cruz Azul. Amb aquest club ha estat finalista en dues ocasions, però no ha arribat a imposar-se al campionat mexicà.

## Selecció mexicana
Torrado és un dels futbolistes més destacats de la selecció de Mèxic durant la primera dècada del segle xxi, sobrepassant la xifra del centenar de partits.
Amb la seua selecció ha participat en els Mundials de 2002 i 2006; a les edicions de la Copa Amèrica de 1999, 2001, 2004 i 2007; i a les de la Copa d'Or de la Concacaf de 2000, 2003, 2007 i 2009 (guanyant la de 2003 i 2009). També ha guanyat la Copa Confederacions de 1999 i va participar en la del 2005.